# Anselme II de Trazegnies

Anselme de Trazegnies.

Anselme ou Anseau II († 1490) de Trazegnies, baron de Trazegnies, qui épousa le 12 février 1435, Marie d'Armuyden, continue la filiation de la Maison de Trazegnies. La politique anti-bourguignonne de son père explique qu’il ne fut que chambellan, fonction assez courante. 

## Armes
bandé d'or et d'azur de six pièces, à l'ombre de lion de sable, brochant sur le tout, à la bordure engrêlée de gueules.

## Généalogie
Son père est le baron Arnould de Hamal († 1456) qui épouse Anne, dame héritière de Trazegnies et de Silly, fille de Anselme Ier de Trazegnies et de Mahaut de Lalaing.
Son fils est Jean II († 1513), sire et baron de Trazegnies qui épousera Sibylle de Ligne le 3 août 1463.
Son petit-fils est le baron Jean III de Trazegnies, comte d'Autreppes, (v.1470 - † 1550), conseiller et grand chambellan de Charles Quint, gouverneur et châtelain d'Ath de 1540 à 1550, grand-bailli du roman pays de Brabant, capitaine général du pays et comté de Hainaut, chevalier de l'ordre illustre de la Toison d'or, est envoyé au Portugal pour épouser Isabelle de Portugal au nom de l'empereur.

### Articles connexes

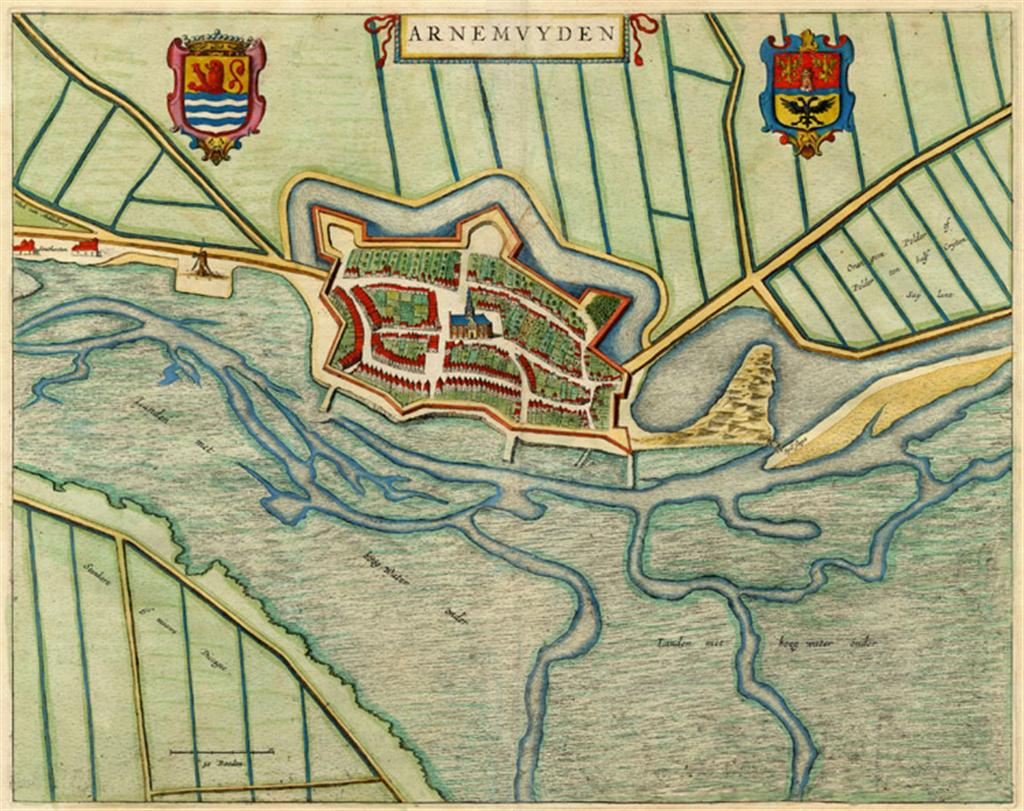
Arnemuiden.